# Вінценц Мюллер
Вінценц Мюллер (нім. Vincenz Müller; нар. 5 листопада 1894, Айхах, Королівство Баварія — пом. 15 травня 1961, Східний Берлін) — німецький воєначальник часів Третього Рейху, генерал-лейтенант (1943) вермахту. Кавалер Лицарського хреста Залізного хреста (1944). Учасник Першої та Другої світових воєн. У часи Першої світової бився на Західному та Близькосхідному театрах війни, дістав декілька поранень. У роки Другої світової служив на штабних посадах, був командиром дивізій, корпусу, армії. У липні 1944 року після розгрому німецької групи армій «Центр» у Білорусі потрапив до радянського полону. Брав активну участь у роботі антинацистських організацій та рухів. У післявоєнний час один з творців збройних сил Східної Німеччини. Покінчив життя самогубством.

## Біографія
Військова кар'єра
- 1 жовтня 1913 — волонтер
- 30 вересня 1914 — лейтенант
- червень 1918 — обер-лейтенант
- 1 лютого 1927 — гауптман
- ? — майор
- 1 квітня 1936 — оберст-лейтенант
- 1 січня 1939 — оберст
- 1 лютого 1942 — генерал-майор
- 1 березня 1943 — генерал-лейтенант

Вінценц Мюллер народився 5 листопада 1894 року у баварському місті Айхах, у родині власника шкіряного заводу. Навчався спочатку в Айхаху, потім його віддали на навчання до гуманітарної гімназії в Меттені (Нижня Баварія), яку він закінчив у липні 1913 року. 1 жовтня того ж року вступив добровольцем на військову службу спочатку до баварської армії, пізніше він приєднався до Вюртемберзької армії. Служив у 1-му (Баварському) саперному полку в Мюнхені. У травні 1914 року він у званні унтер-офіцера був відряджений на навчання до Королівського прусського військового училища в Касселі, де його і застав початок війни.

### Перша світова війна
З початком Першої світової війни брав участь у боях у складі свого саперного батальйону, розташованому у Вогезах. 6 вересня під час бою отримав сліпе вогнепальне поранення в шию і був відправлений у госпіталь, в якому перебував до листопада 1914 року. 30 вересня 1914 року отримав перше офіцерське звання — лейтенант. З 13 листопада 1914 року В. Мюллер знову перебував у запасному батальйоні в Ульмі, а в грудні — на Західному фронті у складі 13-го резервного батальйону XIV резервного армійського корпусу в районі Боном. Наприкінці 1914 року В. Мюллера призначили командиром взводу у 28-ій Баденській піхотній дивізії. У травні 1915 року в її складі брав участь у битві в Артуа.
У червні 1915 року лейтенант В.Мюллер у складі групи німецьких саперів (250 осіб) був відправлений у розпорядження німецької військової місії в Османську імперію. Брав участь у боях за Дарданелли на півдні півострова у складі південної групи військ. На початку листопада був поранений англійською гранатою і пролежав чотири тижні в лазареті.
У травні 1916 року В. Мюллер у складі саперного загону направлений до Месопотамії, у середині червня 1916 загін прибув до Багдада. В червні-жовтні 1916 року у складі 15-го турецького саперного батальйону командував ротою під час наступу 13-го турецького армійського корпусу на територію Персії. Наприкінці листопада важкохворий на тиф і малярію Мюллер повернувся до Німеччини. Майже шість місяців перебував у військовому госпіталі в Ульмі.
У липні 1917 року був виписаний зі шпиталю та знову направлений до Туреччини, на цей раз викладачем до турецького військово-інженерного училища в Константинополі. На початку лютого 1918 року повернувся до Німеччини і був приписаний до Вюртемберзького саперного запасного батальйону в Ульмі. У червні 1918 року йому було присвоєно звання обер-лейтенанта.
Згодом його перевели в 2-й гвардійський запасний саперний батальйон у Берліні, що входив до гвардійського резервного інженерно-саперного полку, єдиного вогнеметного полку кайзерівської армії. З середини вересня 1918 року і до кінця війни командував 9-ю саперною ротою 7-ї армії на фронті поблизу Ени.
У післявоєнний час продовжував службу в прикордонній стражі, потім служив в інженерних військах рейхсверу. Після приходу до влади нацистів продовжував службу в різних штабних структурах сухопутних військ. 1935—1937 — начальник мобілізаційної групи Генерального штабу сухопутних військ вермахту. У 1937—1938 роках навчання в Академії вермахту. Надалі служив начальником оперативного відділу в штабі 2-ї групи військ генерала від інфантерії А.Штрауса.

### Друга світова війна

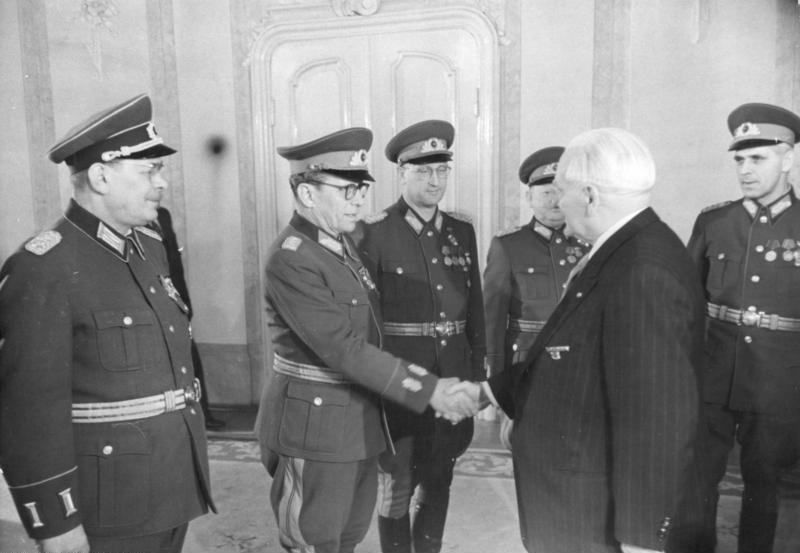
Генерал-лейтенант В. Мюллер на зустрічі з В. Піком (зліва направо: Ф. Діккель, В. Мюллер, Е. Муншке, В. Пік та В. Штоф). 1 березня 1957 року

Початок Другої світової війни оберст В.Мюллер зустрів на посаді начальника оперативного відділу штабу групи армій «C», яка на час проведення Польської кампанії забезпечувала прикриття німецько-французького кордону за лінією Мажино. У Французькій кампанії група армій генерал-полковника В. фон Лееба діяла на південному фланзі ударного угруповання вермахту, на завершальному етапі прорвала французьку лінію Мажино. 20 грудня 1940 року призначений начальником штабу 17-ї армії, щойно створеної на базі II корпусного округу. До початку кампанії проти СРСР з'єднання армії виконували охоронні функції на східному кордоні.
22 червня 1941 року брав участь у вторгненні до СРСР, частини 17-ї армії під командуванням генерала від інфантерії К.-Г. фон Штюльпнагеля перейшли в наступ у складі групи армій «Південь» генерал-фельдмаршала Г. фон Рундштедта. Армія наступала у складі ударного угрупування через Львів, Тернопіль, вела бої на укріплених рубежах у Західній Україні. Наступаючи через Проскурів і Вінницю з'єднання армії оточили і знищили в районі Умані угрупування 6-ї та 12-ї армій Південного фронту, вийшли до Дніпра, форсували його і захопили великі плацдарми на лівому березі, Полтаву і Дніпропетровськ. У ході подальшого наступу частини армії просунулися на схід до річки Сіверський Донець, зайняли оборону в районі Донбасу, де і вели бої до середини 1942 роки.
11 липня 1942 року частини армії перейшли в наступ в районі нижньої течії Дона, форсували його, захопили Ростов-на-Дону, вели наступальні бої на території Кубані, в західній частині Північного Кавказу, частково захопили Новоросійськ. Генерал-лейтенант В. Мюллер весною 1943 року був госпіталізований та повернувся на фронт лише восени 1943 року.
З 1 до 19 вересня 1943 року командував 57-ю піхотною дивізією, яка входила до LII армійського корпусу генерала від інфантерії О. Отта. Оборонні бої під Краснопіллям у ході стратегічного наступу радянських військ після битви на Курській дузі, потім бої на Полтавщині під Сватками, Розбишівкою, Остапівкою, Березовою Лукою, у яких дивізія зазнала важких втрат.
З середини вересня 1943 року генерал-лейтенант В.Мюллер нетривалий строк виконував обов'язки командира 56-ї піхотної дивізії XXXXI танкового корпусу генерала танкових військ Й. Гарпе. З 15 листопада 1943 до 10 червня 1944 року В.Мюллер командував корпусною групою «D», що складалася з розгромлених під час битви за Дніпро підрозділів його 56-ї та генерал-майора О. Весснера 262-ї піхотних дивізій групи армій «Центр».

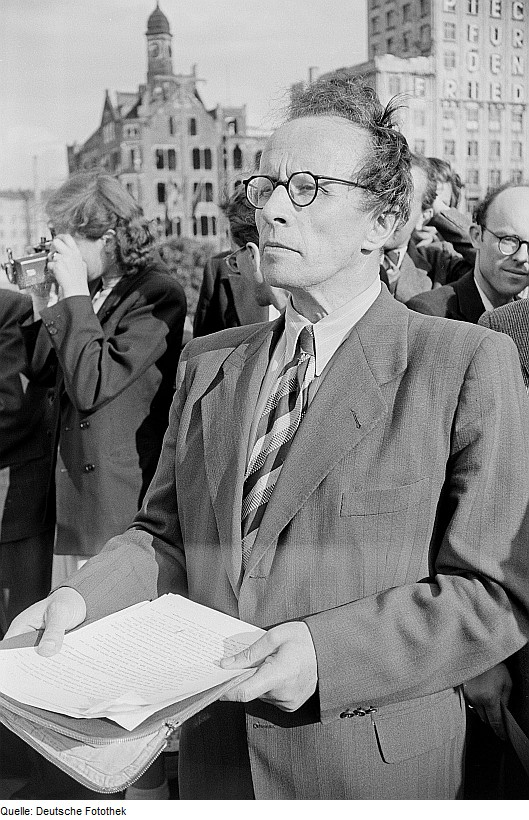
Вінценц Мюллер на марші миру в Лейпцигу. 22 червня 1950 року

7 квітня 1944 року В.Мюллер був представлений до Лицарського хреста Залізного хреста.
10 червня 1944 року змінив генерала К. фон Тіппельскірха на посаді командира 12-го армійського корпусу. 22 червня 1944 року радянські війська почали стратегічний наступ в Білорусі проти групи армій «Центр». Основні удари на першому етапі завдавали проти 3-ї танкової і 9-ї армій, які перебували відповідно північ і на південь від фронту оборони 4-ї армії, у складі якої перебував корпус В. Мюллера. В ніч з 29 по 30 червня за наказом командування генерал В. Мюллер почав планомірний відступ у район південніше Мінська. Курт фон Тіппельскірх, командувач 4-ю армією разом зі своїм штабом евакуювався в тил, надавши право В. Мюллеру віддавати необхідні накази по армії в тому випадку, якщо зв'язок буде перервана. Фактично з 30 червня і до 8 липня генерал-лейтенант В. Мюллер був командувачем 4-ю армією. 3 липня радянськими військами був узятий Мінськ, на схід від якого в оточенні опинилися головні сили 4-ї армії (близько 100 000 осіб). Попри наполегливим зверненням командира 12-го корпусу по радіо до вищого командування що він певен в успіху прориву, В. Мюллер, який перебував у 18-й панцергренадерській дивізії й був готовий діяти, його керівництво ніяк не відреагувало. Врешті-решт 8 липня 1944 року частина оточених під Мінськом німецьких частин була роздроблена, штаб 12-го корпусу був розсіяний, а генерал-лейтенант В.Мюллер капітулював зі своїми військами.

### У радянському полоні
Після капітуляції та здачі в полон, колишній командир XII корпусу генерал-лейтенант В.Мюллер почав активно співпрацювати з Радами та брати участь в антинацистській діяльності. Вже у серпні 1944 року він став членом Національного комітету «Вільна Німеччина» і «Союзу німецьких офіцерів» (нім. Bund Deutscher Offiziere) під проводом захопленого в полон під Сталінградом генерала артилерії В. фон Зейдліц-Курцбаха. На відміну від більшості німецьких генералів, що перебували в радянському полоні, В. Мюллер швидко став затятим комуністом. Наприкінці 1944 року він разом з генерал-лейтенантами Е. Гоффмейстером (командир XXXXI танкового корпусу) і Рудольфом Бамлером (командир 12-ї піхотної дивізії) відвідував спеціальні курси антифашистів у Красногорську. Вважається, що саме в цей період він був завербований радянськими спецслужбами та стежив за своїми соратниками в Національному комітеті «Вільна Німеччина».
8 грудня 1944 Мюллер підписався під відозвою НКВН (так званому зверненні 50 генералів) на адресу німецької групи армій «Північ».

### Післявоєнний час
1948 році, на відміну від основної маси німецьких військовиків, В.Мюллер доволі швидко звільнився з радянського полону та вступив до Національно-демократичної партії Німеччини. У 1949—1952 роках він був першим заступником голови цієї партії і віце-президентом Народної палати НДР. У 1952 році він знову повернувся до військової діяльності і взяв активну участь у створенні нової армії НДР. В. Мюллер був одним з небагатьох колишніх генералів вермахту, які отримали це звання також і на службі в Національній Народної Армії.
З 1 вересня 1952 року по 29 лютого 1956 року він обіймав посаду начальника штабу і заступника начальника Казарменої народної поліції. 1 жовтня 1952 йому було присвоєно звання генерал-лейтенанта. З 1 березня 1956 до 1 березня 1958 В.Мюллер очолював Головний штаб Національної Народної армії, одночасно будучи заступником міністра національної оборони НДР Віллі Штофа.
Вінценц Мюллер доклав багато зусиль на створення Збройних силах Східної Німеччини, налагоджував їхню діяльність перші, найскладніші роки. Водночас він був відомий серед керівництва політичного та військового НДР, як прибічник сильної, але незалежної від Радянського Союзу Національної армії. До того ж він підтримував тісні контакти зі своїми колишніми колегами, що опинилися на Заході. Так, відомо, що В. Мюллер потай вів перемовини із західнонімецьким міністром фінансів Ф. Шеффером щодо можливостей налагодження більш плідних та ефективних зв'язків між двома частинами роз'єднаної Німеччини.
Поступово ставлення до колишнього генерала вермахту стало змінюватися, його почали вважати політично неблагонадійним і в лютому 1958 року він був відправлений у відставку. Після цього він все більше підпадав під тиск Штазі. У 1960 році Мюллер був оголошений таким, що страждає на шизофренію і деякий час перебував в шпиталі. У цей час з'явилися дані про його причетність до масових вбивств євреїв в Артемівську і розстрілів військовополонених. 12 травня 1961 року морально і фізично виснажений В. Мюллер розбився на смерть, вистрибнувши з балкона власного будинку в передмісті Берліна.

## Твори
- Мюллер Винценц. Я нашел подлинную родину. Записки немецкого генерала = Generalleutnant A.D. Vinzenz Müller Ich fand das wahre Vaterland. — М. : Прогресс, 1974. — 100 000 прим. (рос.)